# Peder Pavels
Peder Pavels (1769-1855) var en norsk præst, som i 1796-1797 var orlogspræst på den dansk-norske fregat Thetis, da denne med Lorentz Fisker som chef foretog et ni måneders togt fra København til Middelhavet og retur.
Som passager medførte Thetis den unge billedhugger Bertel Thorvaldsen, som efter at have vundet alle Det Kongelige Danske Kunstakademis præmier havde modtaget et stipendium til tre års videre studium i Rom. Hans rejse dertil kom til at tage syv måneder, hvoraf en væsentlig del tilbragtes ved eller på Malta.
I 1995 blev en uudgivet dagbog, ført af Pavels under togtet, fundet i Oslo. Den blev grundlag for en illustreret bog som udkom i 200-året for Thorvaldsens rejse.